# Де ти, моя Зульфія?
«Де ти, моя Зульфія?» (узб. «Yor-yor») — радянський художній фільм режисера Алі Хамраєва. Фільм створений на кіностудії «Узбекфільм» в 1964 році. Фільм вважається народною узбецької комедією.

## Сюжет
У фільмі розповідається про хлопця який закохується в дівчину, яку він побачив на екрані телевізора і вирішив її знайти. Про те, як в пошуках Зульфії Бахтіяр разом з батьком об'їздив багато доріг Узбекистану і врешті-решт знайшов Зульфію в Ташкенті, і розповідає фільм.

## У ролях
- Саїб Ходжаєв — Саїб Ахмеджанов
- Бахтійор Іхтіяров — Бахтіяр, син Саїба
- Шукур Бурханов — майор міліції
- Алім Ходжаєв — інструктор
- Раззак Хамраєв — Курбанов
- Рахім Пірмухамедов — вахтер
- Анахон Таджибаєва — епізод
- Гані Агзамов — міліціонер
- Турсуной Джафарова — мати Бахтияра
- Рано Хамраєва — Зульфія
- Хамза Умаров — співак
- Хабіб Нариманов — представник райкомгоспу
- Н. Ішмухамедов — епізод
- Кудрат Ходжаєв — Карім Абдулайович
- М. Аріфджанова — епізод
- Уткур Ходжаєв — наречений
- С. Ікрамов — епізод
- Галія Ізмайлова — виконавиця танців
- Гульнора Маваєва — виконавиця танців
- Тулкун Таджиєв — міліціонер
- О. Жураєва — Зульфія

## Знімальна група
- Режисер — Алі Хамраєв
- Сценарист — Рахмат Файзі
- Оператор — Тулкун Рузієв
- Композитори — Альберт Малахов, Манас Левієв, Дані Закіров
- Художник — Емонуєль Калонтаров